# Hieracium aequalifolium
Hieracium aequalifolium es una especie de planta con flor del género Hieracium, de la familia Asteraceae, orden Asterales.

## Distribución
Hieracium aequalifolium se distribuye por Dinamarca.

## Taxonomía
Fue descrita científicamente por Wiinst. Fue publicada en Bot. Tidsskr. 50: 57 (1953).